# Umberlee
Umberlee è una divinità immaginaria appartenente all'ambientazione Forgotten Realms per il gioco di ruolo fantasy Dungeons & Dragons. È una divinità intermedia del pantheon faerûniano.
Il suo simbolo è un'onda blu e verde che si increspa a destra e a sinistra.
La sua arma preferita è "Morte degli Abissi", un tridente.
È una divinità maligna e spietata, che gioisce nel vedere i mortali morire annegati o mangiati dai predatori marini. Rompe facilmente i patti presi, è vanitosa ed ama essere adulata.
Viene adorata dagli squali mannari che sono la sua creazione preferita.
Serve Talos e insieme a questi, a Malar e Auril fa parte degli Dei della Furia.
Talos è interessato alla sua area di influenza, ma siccome la Dea non ha la forza per combatterlo, lo distrae con attenzioni amorose.
Si oppone in particolare a Selûne, Valkur (protettore dei marinai), Chauntea e Sune, della quale invidia la bellezza.